# Green Party of New Brunswick
Die Green Party of New Brunswick (frz. Parti vert du Nouveau-Brunswick) ist eine politische Partei in der kanadischen Provinz New Brunswick. Sie steht der Green Party of Canada nah, allerdings sind die beiden grünen Parteien organisatorisch voneinander unabhängig. Die Partei wurde 2008 gegründet und ist seit 2014 in der Legislativversammlung von New Brunswick vertreten. Seit den Wahlen im September 2018 stellt sie drei Abgeordnete im Parlament der Provinz.

## Geschichte
Während die Green Party auf kanadischer Bundesebene schon 1983, befördert vom Erfolg der Grünen in Deutschland, gegründet wurde, war die im November 2008 ins Leben gerufene Green Party of New Brunswick die letzte, die in einer Provinz entstand. Hauptthemen der Partei sind Nachhaltigkeit, erneuerbare Energien, die Eindämmung von Luftverschmutzung, der Gewässerschutz und die Förderung regionaler Lebensmittel.
Erster offizieller Vorsitzender der Green Party of New Brunswick wurde im September 2009 Jack MacDougall. Nachdem unter seiner Führung bei der Wahl des Jahres 2010 der Einzug ins Provinzparlament nicht gelungen war, trat MacDougall im September 2011 zurück. Zu seinem Nachfolger wurde im September 2012 David Coon gewählt.
Coon, der bereits zuvor als der prominenteste Umweltschützer in New Brunswick galt, errang bei der Wahl zur Legislativversammlung von New Brunswick im September 2014 das erste Mandat für seine Partei im Wahlkreis Fredericton South. Vier Jahre später verdreifachten die Grünen die Zahl ihrer Sitze durch die Erfolge von Kevin Arseneau in Kent North und Megan Mitton in Memramcook-Tantramar, die sich jeweils gegen die Kandidaten der zuvor in diesen Wahlkreisen siegreichen und bis dahin auch auf Provinzebene regierenden New Brunswick Liberal Association durchsetzten.

## Wahlergebnisse
| Wahl | Sitze total | Kandi- daten | Gew. Sitze | Stimmen | Anteil  |
| ---- | ----------- | ------------ | ---------- | ------- | ------- |
| 2010 | 55          | 49           | 0          | 16.943  | 4,56 %  |
| 2014 | 49          | 46           | 1          | 24.582  | 6,61 %  |
| 2018 | 49          | 47           | 3          | 45.186  | 11,88 % |
| 2020 | 49          | 47           | 3          | 57.252  | 15,24 % |
| 2024 | 49          | 46           | 2          | 51.558  | 13,76 % |

## Vorsitzende der Green Party of New Brunswick
- Mike Milligan 2008–2009 (interimistisch)
- Erik Millett 2009 (interimistisch)
- Jack MacDougall 2009–2011
- Greta Doucet 2011–2012 (interimistisch)
- David Coon seit 2012